# 小樽築港車站
小樽築港車站（日语：／ Otaru-chikkō eki */?）是由北海道旅客鐵道（JR北海道）所經營的鐵路車站，位於日本北海道小樽市。本站為JR北海道函館本線沿線車站之一，屬於JR北海道本社（札幌總部）的直轄範圍，是快速列車「機場號」、「二世谷快車」的停車站。
除了客運業務之外，日本貨物鐵道（JR貨物）也在小樽築港車站附近設有小樽築港線外貨運站（小樽築港ORS），作為JR貨物在此地區的貨櫃集散設施。JR北海道也在車站西北方向設有小樽築港機關區，區域內設置有線路維護用車輛、除雪車輛所需的停車用側線，與儲存相關物資用的資材場。

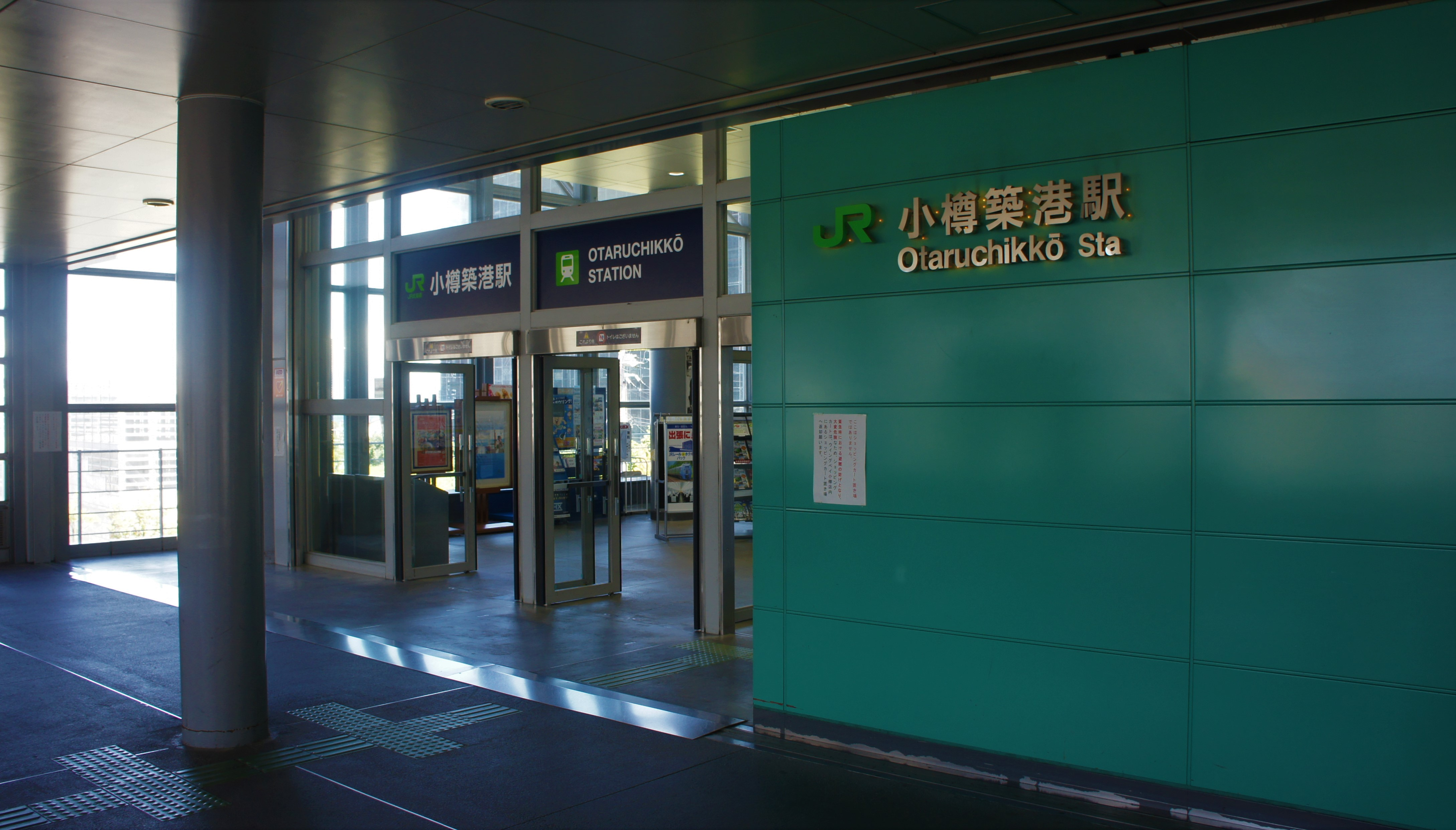
出入口(2018年9月)

## 車站結構

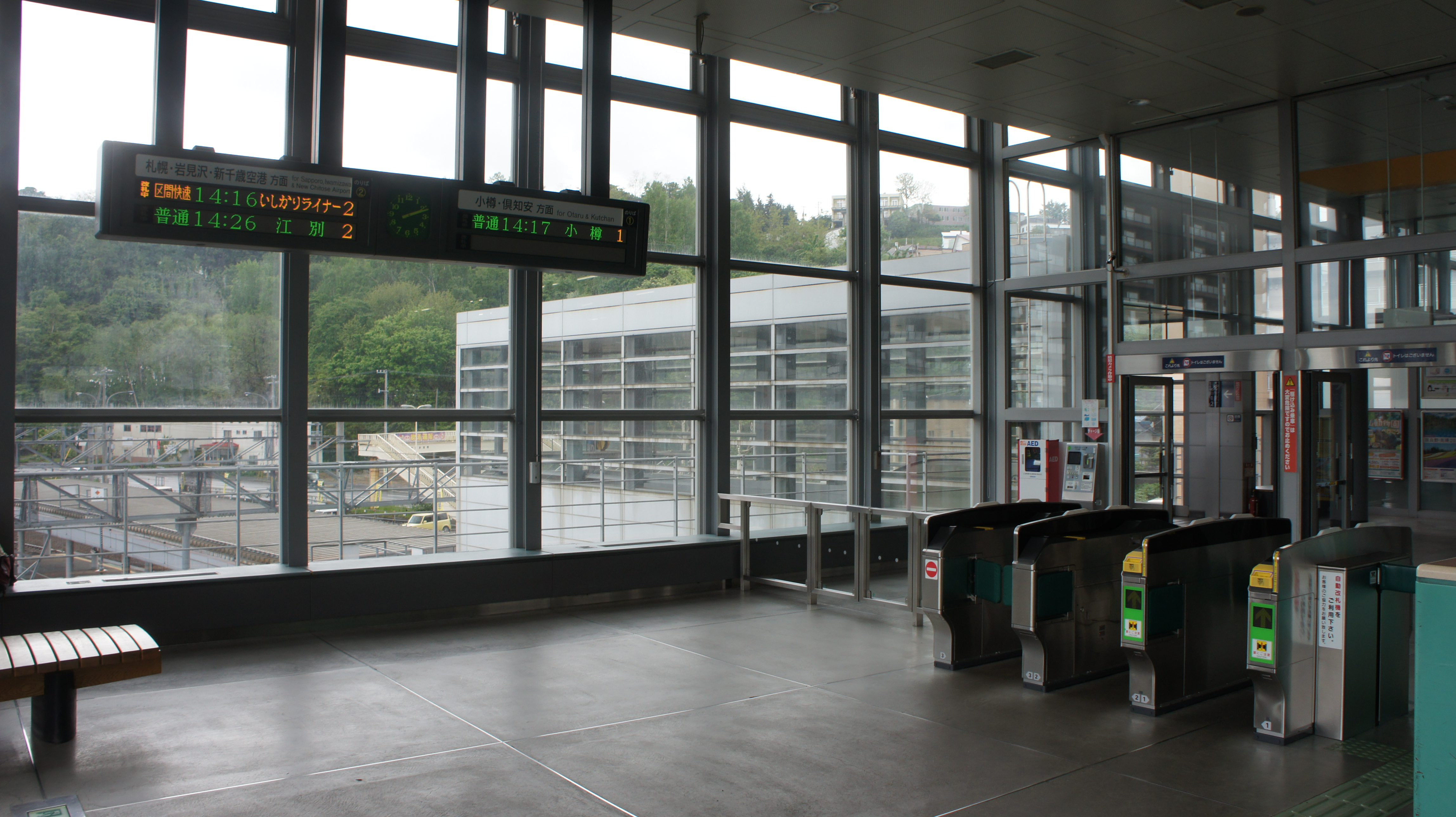
驗票口(2017年5月)

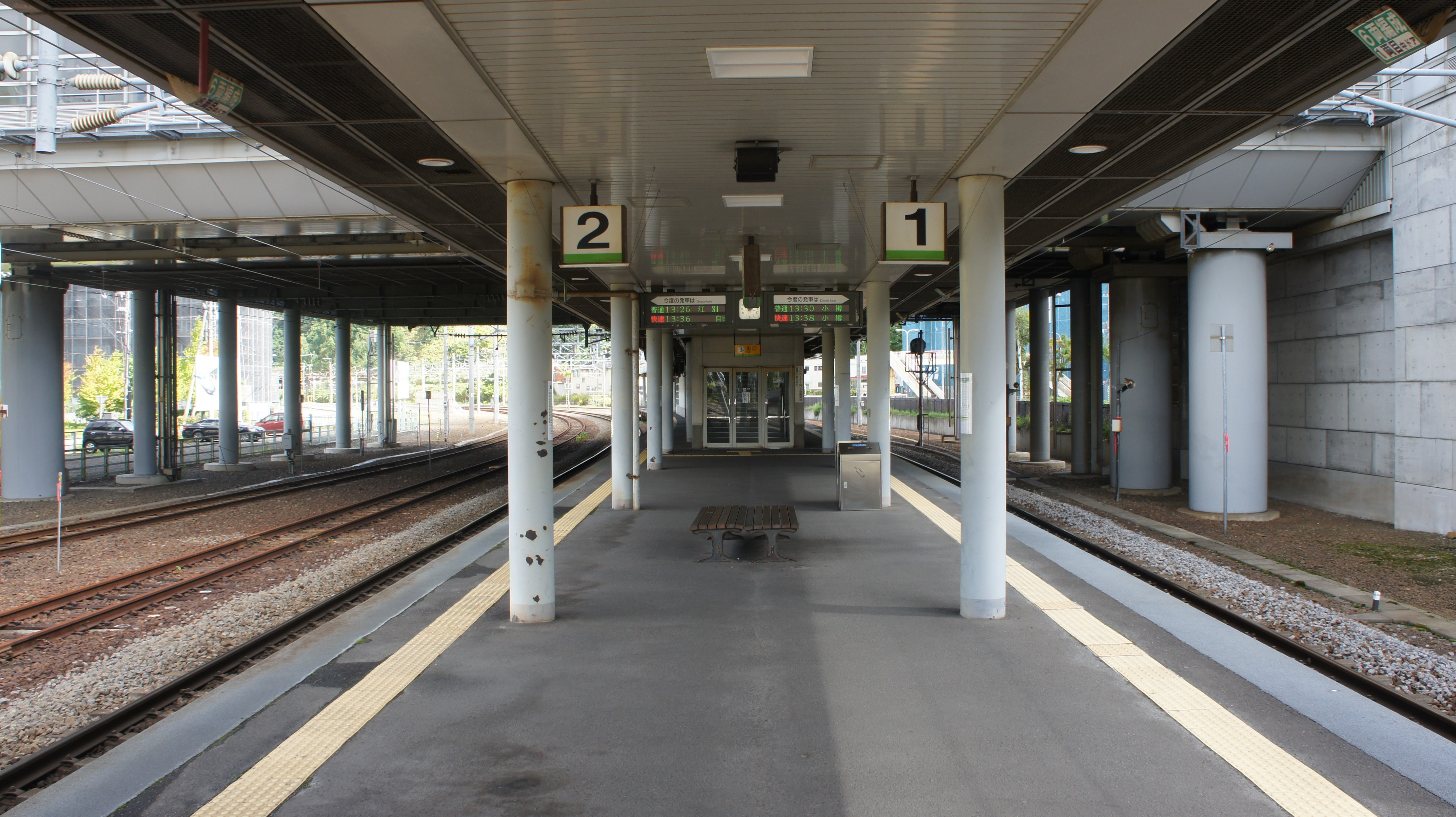
月台(2018年9月)

本站為島式月台1面2線的地面車站。

### 月台配置
| 月台 | 路線      | 方向 | 目的地                             |
| ---- | --------- | ---- | ---------------------------------- |
| 1    | ■函館本線 | 上行 | 小樽、俱知安、長萬部方向           |
| 2    | ■函館本線 | 下行 | 手稻、札幌、新千歲機場、岩見澤方向 |

## 相鄰車站
北海道旅客鐵道（JR北海道）
■快速「機場」、「Niseko Liner」
南小樽（S14）－小樽築港（S13）－手稻（S07）
■區間快速「石狩Liner」、■普通
南小樽（S14）－小樽築港（S13）－朝里（S12）

### 曾經存在的路線
日本國有鐵道（國鐵）
函館本線（貨物支線）
小樽築港－（貨）濱小樽

## 外部連結
- （日語）小樽築港車站（JR北海道） （页面存档备份，存于）